# Eva Canel
Eva Canel (castellà: Agar Eva Infanzón y Canel)  (Cuaña, 30 de gener de 1857 - l'Havana, 2 de maig de 1932) va ser una escriptora, periodista i colona espanyola que es va assentar a Cuba.

## Biografia
Va néixer el 30 de gener de 1857 en la localitat asturiana de Coaña. Filla d'Epifania Canel i Uría i del metge Pedro Infanzón. A l'edat de tres anys es va quedar orfe de pare, mort en un naufragi causat per uns pirates, i es va traslladar amb la seva mare a Madrid. Complerts els quinze anys, va començar a treballar com a actriu i va conèixer Eloy Murri i Buxó, director d'una revista satírica anomenada La Broma, amb qui es va casar aquell mateix any. L'any 1874 el seu marit va ser desterrat per publicar un pamflet que la censura va considerar inconvenient i va haver de marxar a Bolívia, deixant-la com a directora de la revista. Un any després, Canel va viatjar a Amèrica per a reunir-se de nou amb ell i va començar a col·laborar a El Ferrocarril, una revista publicada a La Paz que dirigia Murri. Al gener de 1875, la parella es va traslladar a Buenos Aires i va fundar El Petróleo, on ella va començar a dedicar-se de ple al periodisme. En 1876, el matrimoni va decidir traslladar-se de nou, aquesta vegada a Lima, on va fundar Las Noticias i va col·laborar amb diversos diaris com El Comercio i El Perú Ilustrado. A Lima va néixer l'únic fill de la parella, anomenat Eloy com el pare.
Arran de la Guerra del Pacífic entre el Perú i Xile, Canel i la seva família van tornar de nou a Espanya i es va establir a Barcelona. No obstant això, després Murri se'n va anar a Cuba, on va morir l'1 de març de 1889, i on Canel s'hi va traslladar poc després. A Cuba, va tractar de cercar feina en dos diaris, Diario de la Marina i Unión Constitucional, però cap dels dos no va acceptar la seva sol·licitud. Per això l'any 1891, la periodista va fundar a l'Havana la seva pròpia revista setmanal La Cotorra. Órgana política- satírica y libérrima. Semanario político que no sabe tirar al sable y no se bate más que a picotazos. Aquesta publicació, de tipus satíric i pamfletari, es va mantenir fins a l'any 1893.
Després de passar vuit anys a Cuba, va tornar a Espanya al finalitzar la Guerra d'Independència cubana i es va instal·lar de nou a Madrid. No obstant això, l'any 1899 va tornar a Buenos Aires on va començar el seu apogeu literari, escrivint tres novel·les, donant nombroses conferències i col·laborant amb diversos diaris. A més, es va fer amb la propietat d'una impremta i va fundar les revistes Kosmos, el 1904, i Vida Española, el 1907.
Canel, devota cristiana, inicialment s'hauria mostrat afí al republicanisme i les idees democràtiques del seu marit. No obstant això, va acabar sent partidària del conservadorisme i del carlisme. L'any 1899, durant la seva estada a Buenos Aires, va arribar a rebre una dedicatòria autògrafa de Carles de Borbó i Àustria-Este i la seva dona Berta.
El 15 de juliol de 1905 va fer una dissertació en la funció de gala del Teatro Español de General Villegas, a la província de Buenos Aires, en el marc de les festes per la inauguració de l'Hospital de Caridad. L'escriptora va dissertar sobre "La Caritat" i va ser llargament ovacionada.
L'any 1914 va iniciar un viatge per Hispanoamèrica, però en arribar a Panamà va caure malalta i, tot i que al principi va voler acudir a una clínica estatunidenca, acabà tornant a Cuba, on va rebre l'ajuda del seu amic Antonio Díaz Blanco. Allí va continuar amb la seva tasca periodística i literària, fins que el 1924 el seu estat de salut va empitjorar i va començar a tenir crisis nervioses i una memòria cada vegada més deteriorada. Finalment, el 2 de maig de 1932 va morir i va ser enterrada al seu poble natal.

## Obra
Les seves obres estan influenciades per diverses tendències: empra des de tècniques romàntiques fins a naturalistes. De vegades, se li va negar l'autoria d'algunes d'elles o la hi van donar al seu marit, Eloy Murri Buxó. Altres pseudònims amb els quals va signar van ser Beata de Jaruco, Fray Jacobo, Ibo Maza, Sofía de Burgos o Clara Mont.

### Novel·la
- Manolín (1891)
- Trapitos al sol (1891)
- Oremus (1893), reeditada el 2022 per l'Editorial Espinas.[10]
- El agua turbia (1899)

### Teatre
- La mulata (1891)
- El indiano (1894)
- Fuera de la ley (1902)
- Agua de limón (1904)
- La abuelita (1905)
- De Herodes a Pilatos (1905)
- Uno de Baler (1907)

### Altres gèneres
- Cosas del otro mundo. Viajes, historias y cuentos americanos (1889)
- Magosto. Colección de tradiciones, novelas y conferencias asturianas (1894)
- Álbum de la Trocha. Breve reseña de una excursión feliz desde Cienfuegos a San Fernando, recorriendo la línea militar (1897)
- De América. Viajes, tradiciones y novelitas cortas (1899)
- Lo que vi en Cuba. A través de la isla (1916)

## Premis i reconeixements
L'any 1921 el Papa Benet XV li va atorgar la Creu Pro Ecclesia et Pontifice. En 1929 la Sociedad Geográfica de Madrid la va nomenar Miembro Correspondiente, i el govern de Primo de Rivera li va concedir el Lazo de la Orden de Isabel La Católica i la Medalla de Oro de Ultramar.